# پیشنهادی برای مردن
پیشنهادی برای مردن (به انگلیسی: An Affair to Die For) فیلمی است انگلیسی‌زبان در ژانر هیجانی محصول ۲۰۱۹ ایتالیا و اسپانیا. فیلم را بیکتور گارسیا کارگردانی کرده و کلر فورلانی، جیک ایبل و تیتوس ولیور در آن به ایفای نقش پرداخته‌اند.

## داستان
استاد زن دانشگاهی به نام هالی به بهانهٔ برگذاری سمیناری دور از چشم شوهرش با جوان متأهلی به نام اورت که دانشجویش بوده در هتلی قرار عاشقانه می‌گذارند. ولی از همان آغاز کار سروکلهٔ شوهر زن به نام پیدا شده و او اورت را تهدید می‌کند که چنانچه هالی از هتل بیرون رود یا او چیزی بدو بگوید، همسر و دختر خردسال او را خواهد کشت. کمی بعد راسل به هالی هم زنگ زده و به او هشدار می‌دهد که اورت یک قاتل خطرناک است و زودتر از هتل خارج شود. در ادامهٔ داستان هنگامی که زن از پیشخدمت هتل با نوشتن پیغام روی اسکناس انعام‌داده‌شده درخواست کمک می‌کند، انگشت بریدهٔ همسر اورت را پشت در اتاق آنها در روی یک دیس به او تحویل می‌دهند. شباهنگام اورت و هالی همدیگر را با شراب آلوده بیهوش می‌کنند، ولی صبح که بیدار می‌شوند راسل را دست و پا بسته و با زبان‌بریده و در حال مرگ پیدا می‌کنند و هالی باور می‌کند اورت واقعاً یک قاتل است. کمی بعد تلفنی به آنها می‌شود و می‌گوید تنها یکی از آن دو اجازه خروج از هتل را دارد و چنانچه هردوی آنها از هتل بیرون روند خانواده‌یشان قتل عام خواهند شد.